# Farmington (condado de Waupaca, Wisconsin)
Farmington es un pueblo ubicado en el condado de Waupaca en el estado estadounidense de Wisconsin. En el Censo de 2010 tenía una población de 3.974 habitantes y una densidad poblacional de 43,94 personas por km².

## Geografía
Farmington se encuentra ubicado en las coordenadas 44°22′31″N 89°10′26″O / 44.37528, -89.17389. Según la Oficina del Censo de los Estados Unidos, Farmington tiene una superficie total de 90.43 km², de la cual 87.43 km² corresponden a tierra firme y (3.32%) 3 km² es agua.

## Demografía
Según el censo de 2010, había 3.974 personas residiendo en Farmington. La densidad de población era de 43,94 hab./km². De los 3.974 habitantes, Farmington estaba compuesto por el 98.16% blancos, el 0.43% eran afroamericanos, el 0.43% eran amerindios, el 0.28% eran asiáticos, el 0% eran isleños del Pacífico, el 0.4% eran de otras razas y el 0.3% pertenecían a dos o más razas. Del total de la población el 1.38% eran hispanos o latinos de cualquier raza.